# Мольендо
Молье́ндо (исп. Mollendo) — город на южном побережье Перу. Расположен в регионе Арекипа и является административным центром провинции Ислай а также района Мольендо. Город был главным портом на перуанском побережье до тех пор, пока его не сменил Матарани около 50 лет назад. Теперь порт Мольендо обслуживает местных рыбаков. Население города удваивается каждое лето — в основном, за счёт приезжих из Арекипы.

## История

### Первые поселенцы
После увядания тиауанакской империи и в течение эпохи инков южное перуанское побережье населяли разные народы, среди которых тампу и чульи.

### Империя инков
В 1134 году Майта Капак взял под контроль районы Арекипы и Мокегуа. Согласно Гарсиласо де ла Веге, в 1197 Капак Юпан-ки избрал четырёх бригадных генералов «Атун Апу» из своего окружения и доверил им командование двадцатью тысячами солдатами в защите побережья.

### Новое время
13 августа 1868 года в провинции Арика произошло одно из самых сильных землетрясений в истории, которое докатилось и сюда; число погибших и пострадавших исчислялось тысячами, кроме того был нанесён серьёзный материальный ущерб.

### Интересные факты
На состоявшихся 5 октября 2014 года региональных выборах победил кандидат по имени Ричард Гитлер Але Крус (Richard Hitler Ale Cruz), который стал алькальдом города.

## Экономика
Мольендо экспортирует шерсть, имеет текстильную промышленность. Город является конечным пунктом железной дороги Мольендо — Пуно. Также имеется аэропорт.

## Известные люди Мольендо
- Мануэль Рубэн Абимаэль Гусман Рейносо — революционер, руководитель маоистского повстанческого движения «Сендеро Луминосо» (исп. Sendero Luminoso; «Светлый Путь»); профессор философии.
- Хуан Карлос Облитас — футболист.